# روبرت ك. رايت جونيور
روبرت ك. رايت جونيور (بالإنجليزية: Robert K. Wright, Jr.)‏ هو مؤرخ أمريكي، ولد في 1946.